# Analoerotismo
Analoerotismo é a qualidade de não ter interesses sexuais em outras pessoas que não ela própria. Anil Aggrawal a considera distinta da assexualidade e define esta última como a falta de desejo sexual. Os analoeróticos não são atraídos por parceiros femininos ou masculinos, mas não necessariamente desprovidos de todo comportamento sexual.